# Gmina Sirač
Sirač – gmina w Chorwacji, w żupanii bielowarsko-bilogorskiej.

## Miejscowości i liczba mieszkańców (2011)
- Barica – 52
- Bijela – 53
- Donji Borki – 59
- Gornji Borki – 0
- Kip – 148
- Miljanovac – 160
- Pakrani – 116
- Sirač – 1416
- Šibovac – 214